# Sân bay quốc tế Grand Bahama
Sân bay quốc tế Grand Bahama (IATA: FPO, ICAO: MYGF) là một sân bay tư nhân nằm ở Freeport trên đảo Grand Bahama của Bahamas. Sân bay Grand Bahama có đường băng dài nhất trong các sân bay tại Bahamas, có thể phục vụ các loại máy bay lớn nhất.

## Các hãng hàng không và các tuyến điểm
- American Airlines
  - American Eagle (Miami)
- Bahamasair (Fort Lauderdale, Nassau)
- Bimini Island Air  Lưu trữ ngày 3 tháng 8 năm 2009 tại Wayback Machine (Fort Lauderdale, West Palm Beach)
- Blue Panorama Airlines (Milan-Malpensa) [bắt đầu mùa Hè năm 2008]
- Continental Airlines
  - Continental Connection do Gulfstream International Airlines cung ứng (Fort Lauderdale, Orlando, West Palm Beach)
- Delta Air Lines
  - Delta Connection do Atlantic Southeast Airlines cung ứng (Atlanta)
- SkyKing (Providenciales)
- Spirit Airlines (Fort Lauderdale)
- US Airways (Charlotte, New York-LaGuardia, Philadelphia)